# Don Pardo
Dominick George „Don“ Pardo (* 22. Februar 1918 in Westfield, Massachusetts; † 18. August 2014 in Tucson, Arizona) war ein US-amerikanischer Radio- und Fernsehansager. Bekannt war er durch die Comedy-Show Saturday Night Live. Er war der Ansager der ursprünglichen Ausgabe von The Price Is Right und „Jeopardy! mit Art Fleming“. Auch als Ansager der NBC Nightly News hat er sich einen Namen gemacht.